# Ayila Yussuf
Atanda Ayila Yussuf (Lagos, 4 november 1984) is een Nigeriaans voormalig professioneel voetballer die doorgaans speelde als middenvelder. Tussen 2002 en 2015 was hij actief voor Union Bank, Dynamo Kiev, Orduspor en Metalist Charkov. Yussuf debuteerde in 2005 in het Nigeriaans voetbalelftal en kwam uiteindelijk tot eenendertig interlands.

## Clubcarrière
Yussuf speelde in zijn vaderland Nigeria voor Union Bank en in 2003 verkaste de middenvelder naar Dynamo Kiev. Hij speelde één seizoen bij de beloften, maar vanaf zijn tweede seizoen kreeg hij steeds meer speeltijd in het eerste elftal. In 2013 werd hij voor een half jaar verhuurd aan het Turkse Orduspor, waarvoor hij acht duels speelde. Na zijn terugkeer in Kiev wist de Nigeriaan echter nog steeds geen vaste waarde te worden en op 18 februari 2014 werd besloten Yussuf voor één jaar te verhuren aan competitiegenoot Metalist Charkov. In de zomer van 2015 verliep het contract van Yussuf in Kiev en daarop zette hij een punt achter zijn carrière.

## Interlandcarrière
Yussuf werd voor het eerst opgeroepen voor het Nigeriaans voetbalelftal op 26 maart 2003, toen er met 2–0 gewonnen werd van Gabon. Op 8 oktober van datzelfde jaar maakte de middenvelder zijn eerste doelpunt voor de Super Eagles. Op die dag werd er met 5–1 gewonnen van Zimbabwe en Yussuf maakte de 2–0. Hij nam met zijn vaderland deel aan het WK 2010 in Zuid-Afrika, waar The Super Eagles onder leiding van de Zweedse bondscoach Lars Lagerbäck voortijdig werden uitgeschakeld in een groep met Argentinië, Griekenland en Zuid-Korea.

## Erelijst
| Premjer Liha | 2 | 2006/07, 2008/09                   |
| Beker        | 3 | 2004/15, 2005/06, 2006/07          |
| Supercup     | 4 | 2006/07, 2007/08, 2009/10, 2011/12 |